# 午后枪声
《午后枪声》（英語：Ride the High Country）是1962年的美国西部电影，由山姆·畢京柏執導，伦道夫·斯科特、乔尔·麦克雷，马里埃特哈特利主演。配角包括埃德加·布坎南、詹姆斯·德鲁里、沃伦·奥茨、罗恩·斯塔尔。 小N. B.斯通编剧。这部电影是关于一个前执法官，雇用了二人通过危险的领土运送黄金，不知道他的合作伙伴和老朋友正密谋背叛。电影摄制中的Inyo国家森林在加利福尼亚州。 配乐又乔治·贝斯曼创作 。这部电影获得了的BAFTA最有前途新人（马里埃特哈特利）提名。1992年，该片被选定为保存在美国国家电影登记处典藏，被视为“文化，历史或美学上具有显著价值。”该电影中伦道夫·斯科特最后一次在荧幕上出现。